# 奥克索
奥克索（字面意思是“助长的(Growth)”）是希腊神话中登场的美惠女神卡里忒斯和时序女神荷赖当中的一位女神。她还有另外一个名字叫奥克塞西亚。
保萨尼亚斯（Pausanias）说她是古代雅典人所崇拜的两位美惠女神之一，最初是执掌丰饶的女神，另一位是赫革摩涅（Hegemone, 女王(Queen)），她们与春季和秋季对应，是“春生秋收”的象征。奥克索执掌春季，为万物生长的女神。
奥克索也是时序女神荷赖中的一柱女神，最初她的名字叫做奥克塞西亚，前5世纪的古希腊作家—希罗多德的《歷史》（Herodotus）说她是古代阿尔戈斯人所崇拜的两位季节女神之一，为掌管春天萌芽的女神；另一位是达弥亚（Damia，大地丰饶(Fertile Earth)），为掌管秋天丰产的女神。有时奥克塞西亚和珀耳塞福涅相互混同，都为象征春天的女神，达弥亚则被视作珀耳塞福涅的母亲得墨忒耳，执掌大地丰饶。后来古希腊人又把一年分为三季，将奥克塞西亚改名为奥克索，在阿提卡地区重新被视作掌管夏天与植物生长的女神。